# Unione per l'Europa delle Nazioni
Il gruppo Unione per l'Europa delle Nazioni (UEN) è stato un gruppo politico del Parlamento europeo che raccoglieva fino al 1º luglio 2009 i parlamentari europei ispirati ai valori d'ispirazione nazional conservatrice e orientativamente di destra e che appartenevano al partito politico europeo Alleanza per l'Europa delle Nazioni (AEN).

## Storia
Il gruppo nacque il 20 luglio 1999 come erede del Gruppo dell'Unione per l'Europa, che aveva perso il Raggruppamento per la Repubblica. I suoi principali partiti erano gli italiani Alleanza Nazionale e Patto Segni, il partito repubblicano irlandese Fianna Fáil, il portoghese Centro Democratico Sociale - Partito Popolare e alcuni francesi gollisti che non aderirono al Gruppo PPE. Suo presidente era Charles Pasqua. I più importanti partiti il 25 gennaio del 2002 diedero vita al partito europeo Alleanza per l'Europa delle Nazioni.
Con le elezioni europee del 2004 al gruppo aderirono anche molti partiti degli stati entrati da poco nell'Unione Europea, come il partito polacco Diritto e Giustizia. Il gruppo era presieduto da due co-presidenti: l'italiana Cristiana Muscardini, esponente di AN, e l'irlandese Brian Cowely, esponente del Fianna Fáil.
Nel 2007 il gruppo accoglie i deputati della Lega Nord dopo la loro espulsione dal gruppo Indipendenza e Democrazia.
Il gruppo si dissolve il 1º luglio 2009.

## Presidenti
| Presidente | Presidente                         | Periodo   | Stato membro   | Partito                        |
| ---------- | ---------------------------------- | --------- | -------------- | ------------------------------ |
|            | Charles Pasqua                     | 1999–2004 | Francia        | Raggruppamento per la Francia  |
|            | Brian Crowley Cristiana Muscardini | 2004–2009 | Irlanda Italia | Fianna Fáil Alleanza Nazionale |

## Composizione

### V Legislatura (1999-2004)
| Partito                                       | Nome locale                                 | Abbr.  | Stato      | MPE |
| --------------------------------------------- | ------------------------------------------- | ------ | ---------- | --- |
| Raggruppamento per la Francia                 | Rassemblement pour la France                | RPF    | Francia    | 7   |
| Movimento per la Francia                      | Mouvement pour la France                    | MPF    | Francia    | 6   |
| Alleanza Nazionale                            | Alleanza Nazionale                          | AN     | Italia     | 8   |
| Patto Segni                                   | Patto Segni                                 | PS     | Italia     | 1   |
| Soldati del Destino - Il Partito Repubblicano | Fianna Fáil – The Republican Party          | FF     | Irlanda    | 6   |
| Centro Democratico Sociale - Partito Popolare | Centro Democrático Social - Partido Popular | CDS-PP | Portogallo | 2   |

### VI legislatura (2004-2009)
| Partito                                   | Nome locale                                | Abbr.   | Stato     | MPE | Dal 2009 | Note                     |
| ----------------------------------------- | ------------------------------------------ | ------- | --------- | --- | -------- | ------------------------ |
| Alleanza Nazionale                        | Alleanza Nazionale                         | AN      | Italia    | 8   | PPE      | fino al 29 marzo 2009    |
| La Destra - Alleanza Siciliana            | La Destra - Alleanza Siciliana             | LD-AS   | Italia    | 1   | nessuno  |                          |
| Lega Nord                                 | Lega Nord per l'Indipendenza della Padania | LN      | Italia    | 4   | EFD      | aderisce nel 2007        |
| Diritto e Giustizia                       | Prawo i Sprawiedliwość                     | PiS     | Polonia   | 7   | ECR      | lascia il 22 giugno 2009 |
| Fianna Fáil                               | Fianna Fáil – The Republican Party         | FF      | Irlanda   | 4   | ALDE     | lascia il 16 aprile 2009 |
| Per la Patria e la Libertà                | Tēvzemei un Brīvībai/LNNK                  | TB/LNNK | Lettonia  | 4   | ECR      | lascia il 22 giugno 2009 |
| Ordine e Giustizia                        | Tvarka ir teisingumas                      | TT      | Lituania  | 1   | EFD      |                          |
| Unione Popolare dei Contadini di Lituania | Lietuvos valstiečių liaudininkų sąjunga    | LVLS    | Lituania  | 1   | nessuno  |                          |
| Partito Popolare Danese                   | Dansk Folkeparti                           | DF      | Danimarca | 2   | EFD      |                          |